# Misticismo judaico
O misticismo judaico é tido como a parte mística do judaísmo. O estudo acadêmico do misticismo judaico, especialmente desde a obra de Gershom Scholem As Grandes Correntes no Misticismo Judaico (1941), distingue entre diferentes formas de misticismo em diferentes épocas da história judaica. Destes, a Cabala, que surgiu na Europa do século XII, é a mais conhecida, mas não a única forma tipológica, ou a mais antiga a surgir. Entre as formas anteriores estavam o misticismo merkabah (c. 100 a.C. - 1000 AD) e o chassidismo asquenaze (Hasidim medieval, início do século XIII AD) na época do surgimento cabalístico.
Para alguns judeus a Cabala (também cabalá, Kabbalah, Qabbala, cabbala, cabbalah, kabala, kabalah, kabbala) é um estudo dedicado a parte 'mística' da Torá, como acerca dos Anjos ou mesmo a natureza divina de Deus e uma forma de se aproximar deste (como é o sufismo no Islão), sendo formada por sistemas religiosos-filosóficos que investigam a natureza divina. Cabala (קבלה) significa é uma palavra de origem hebraica que significa "tradição recebida, recepção", um termo usado anteriormente em outros contextos judaicos, mas que os cabalistas medievais adotaram à sua própria doutrina para expressar a crença de que não estavam inovando, mas apenas revelando a antiga tradição esotérica oculta da Torá. Esta questão está cristalizada até hoje por visões alternativas sobre a origem do Zohar, o texto principal da Cabala. Os cabalistas tradicionais a consideram originária dos tempos tanaíticos, redigindo a Torá Oral, portanto, não fazem uma distinção nítida entre a Cabala e o misticismo judaico rabínico inicial. Os acadêmicos consideram ela uma síntese dos tempos medievais, mas assimilando e incorporando em si formas anteriores da tradição mística judaica, bem como outros elementos filosóficos.
O aspecto teosófico da Cabala em si se desenvolveu através de duas formas históricas: "Cabala Medieval/Clássica/Zohárica" (c.1175 – 1492 – 1570), e Cabalá Luriânica (1569 AD – hoje), que assimilou a Cabala Medieval em seu sistema mais amplo e se tornou a base da Cabala judaica moderna. Depois de Luria, duas novas formas místicas popularizaram a Cabala no judaísmo: movimentos sabateanos antinomianos-heréticos (1666 – século XVIII AD) e judaísmo hassídico (1734 AD – hoje). No judaísmo contemporâneo, as únicas formas principais de misticismo judaico seguidas são a Cabala Luriânica esotérica e seus comentários posteriores, a variedade de escolas no judaísmo chassídico e o neo-hassidismo (incorporando a neo-cabalá) em denominações judaicas não-ortodoxas.
Duas tradições sincréticas não-judaicas também popularizaram a Cabala Judaica através de sua incorporação como parte da cultura esotérica ocidental geral do Renascimento em diante: a Cabala cristã teológica (c. séculos XV - XVIII) que adaptou a doutrina cabalística judaica à crença cristã, e sua ramificação ocultista divergente, a Cabala hermética ("Qabalah", século XV – hoje), que se tornou um elemento principal nas sociedades e ensinamentos esotéricos e mágicas. Quanto às tradições separadas de desenvolvimento fora do judaísmo, baseadas nele, adaptando-se sincronicamente e com natureza e objetivos diferentes do misticismo judaico, elas não estão listadas nesta página.

## Três objetivos no misticismo judaico
A própria forma cabalística do misticismo judaico se divide em três correntes gerais: a Cabala Teosófica/Especulativa (buscando entender e descrever o reino divino), a Cabala Meditativa/Ecstática (buscando alcançar uma união mística com Deus) e a Cabala Prática/Mágica (buscando alterar teurgicamente os reinos divinos e o Mundo). Esses três métodos ou objetivos diferentes, mas inter-relacionados, de envolvimento místico também são encontrados nos outros estágios pré-cabalísticos e pós-cabalísticos no desenvolvimento místico judaico, como três tipologias gerais. Como na Cabalá, o mesmo texto pode conter aspectos de todas as três abordagens, embora as três correntes frequentemente se destilem em três literaturas separadas sob a influência de expoentes ou épocas específicas.
Na Cabala, a tradição teosófica se distingue de muitas formas de misticismo em outras religiões por sua forma doutrinária como uma "filosofia" mística do conhecimento esotérico da Gnose. Ao invés, a tradição da Cabala Meditativa tem similaridade de objetivo, se não de forma, com as tradições usuais do misticismo geral; unir o indivíduo intuitivamente com Deus. A tradição da Cabala Prática teúrgica no Judaísmo, censurada e restrita pelos principais cabalistas judeus, tem semelhanças com o esoterismo ocidental mágico da Qabalah Hermética não Judaica. No entanto, como entendido pelos cabalistas judeus, é censurada e esquecida nos tempos contemporâneos, porque sem a pureza necessária e o motivo sagrado, degeneraria em magia impura e proibida. Consequentemente, formou uma tradição menor na história mística judaica.

## Formas históricas da linha do tempo do misticismo judaico
| Fase histórica                                                                   | Datas                                                     | Desenvolvimentos e textos influentes |
| -------------------------------------------------------------------------------- | --------------------------------------------------------- | --- |
| Judaísmo Profético                                                               | 800 – século VI AEC                                       | Meditação profética, encontro divino, elementos místicos: Isaías Ezequiel Zacarias |
| Judaísmo Apocalíptico                                                            | Início do século VI AEC – 300–100 AEC                     | Especulação mística e apocalíptica, angelologia celeste e escatologia: 1 Enoque Daniel |
| Elementos místicos nas seitas do período do Segundo Templo                       | c. 200 AEC – c. 100 EC                                    | Elementos místicos e piedosos entre as seitas do período do Segundo Templo tardio na Judeia e na Diáspora: Assideus Essênios A filosofia platônica de Fílon, com influência sobre o cristianismo inicial Misticismo cristão inicial dos judeus cristãos |
| Misticismo rabínico inicial e elementos místicos na literatura rabínica clássica | c. 100 AEC – c. 130 EC, com influências até o século V EC | Referências no Talmude exotérico e Midrash aos primeiros círculos místicos rabínicos tanaíticos, Maaseh Merkabah – Trabalho da exegese e ascensão da Carruagem, Maaseh Bereshit – exegese do Trabalho da Criação. Elementos místicos contínuos mais amplos na teologia e narrativas rabínicas da agadá: Yohanan ben Zakai e seus discípulos Rabino Akiva (A atribuição tradicional/pseudepígrafa a Simeão bar Yochai do Zohar cabalista posterior) Exemplos de aggadot místicos: Quatro que entraram no Pardes Forno de Achnai Bath ḳōl Torá: fogo negro sobre fogo branco, Deus olhou na Torá para criar o Mundo Shekhinah acompanha Israel no exílio O Messias nas Portas de Roma |
| Textos e métodos esotéricos Merkabah-Hekhalot                                    | c. segundo século – 1000                                  | Misticismo merkabah esotérico tradicional/pseudepígrafo/anônimo Literatura e métodos de ascensão dos Tronos e Palácios Heikalot. Os protagonistas de texto são rabinos tanaíticos iniciais, embora textos tenham sido datados academicamente de vários períodos talmúdicos, dos anos 100–500, aos gaônicos, anos 400–800, e as origens sectárias/rabínicas foram debatidas: Textos iniciais: 3 Enoque Hekhalot Rabbati (Os Palácios Maiores) Hekhalot Zutari (Os Palácios Menores) Merkavah Rabbah (A Grande Carruagem) Textos tardios: Shi'ur Qomah (Dimensões Divinas) |
| Protocabalístico                                                                 | 200 – 600                                                 | Maaseh Bereshit – Texto especulativo da Criaçãot. Descreve 10 sefirot, embora sem seus significados para a Cabala posterior. Recebeu interpretações racionalistas antes de se tornar um texto fonte para a Cabala: Sefer Yetzirah (Livro da Formação) |
| Elementos místicos na filosofia judaica medieval                                 | Séculos XI – XIII                                         | Elementos místicos no pensamento dos teólogos filosóficos judeus racionalistas medievais: Yehudah Halevi Moisés Maimônides |
| Pietismo sufi judaico                                                            | Séculos XI – XV                                           | Pietismo judaico, incluindo elementos experienciais meditativos: Bahya ibn Paquda, século XI – Chovot HaLevavot (Deveres do Coração) Abraão Maimônides e os "sufis judeus" do Cairo dos séculos XIII–XV |
| Cabalá inicial                                                                   | c. 1174 – 1200                                            | Emergência da teosofia mística cabalística no Sul da França. O Bahir, considerado na academia como a primeira obra cabalística, incorpora um texto de origem anterior: Sefer HaBahir (O Livro Brilhante) Escola de Isaac, o Cego |
| Chassidei Ashkenaz (hassidim asquenazes)                                         | c. 1150 – 1250                                            | Pietismo místico-ético e teoria especulativa na Alemanha Asquenaze. Moldado pelos textos Merkabah-Hekhalot, elementos mágicos da Cabala Prática, perseguições crusadas da Renânia e valores monásticos alemães: Samuel de Speyer Judá de Regensburg – Sefer Hasidim (Livro dos Piedosos) Eleazar de Worms |
| Desenvolvimento da Cabala Medieval                                               | c. 1200 – 1492                                            | Interpretações alternativas filosóficas vs mitológicas da teosofia cabalística: hierarquia quase filosófica "neoplatônica", e interesse mitológico judeo-gnóstico em temas espirituais. Centrado na era de ouro cabalística da Espanha: Escola neoplatônica da Girona do século XIII inicial: Azriel de Gerona Nachmânides (Ramban) – Comentário da Torá Escola gnóstica da Castela do século XIII Tratado da Emanação Esquerda O Zohar na Espanha de c. 1286 Moisés de Leão – Sefer HaZohar (Livro do Esplendor). Culminância gnóstica de Castela. A exegese de Zohar subsequente dominou outras tradições da Cabala Medieval Estudos cabalísticos: Joseph Gikatilla – Shaarei Orah (Portões de Luz) Espanha, c.1290 Sefer HaTemunah (Livro da Figura) doutrina do século XIII-XIV influente na Cabala dos Ciclos Cósmicos, posteriormente rejeitada por Cordovero e Luria Cabala prática-mágica: Sefer Raziel HaMalakh |
| Cabala meditativa e profética medieval                                           | Séculos XIII – XVI                                        | A Cabala Meditativa medieval desenvolveu suas próprias tradições. O sistema meditativo de Abraham Abulafia da Cabala Profética, sua alternativa para a Cabala Teosófica, incorpora a corrente extática não-zohárica no cabalismo espanhol: Escola abulafiana da Cabala Profética: Abraham Abulafia Área do Mediterrâneo, século XIII tardio Judá Albotini Jerusalém, século XV–XVI Outros métodos meditativos: Isaac de Acco, século XIV Joseph Tzayach Damasco e Jerusalém, século XVI |
| Pós-1492 e Cabala de Safed                                                       | Século XVI                                                | Transição do cabalismo medieval esotérico para a Cabala como uma doutrina nacional messiânica, após o exílio da Expulsão da Espanha de 1492. Renascença judaica da Palestina: Meir ibn Gabbai sistematizador do início do século XVI Cabalistas de Safed-Galiléia: Yosef Karo legalista e místico Shlomo Alkabetz Moisés Cordovero (Ramak) – Pardes Rimonim. Sistematização cordoveriana da Cabala Medieval até 1570 Isaac Luria (o Ari) – nova sistematização luriânica pós-medieval ensinada em 1570–1572 Hayyim Vital principal compilador luriânico e outros escritos Cabala Meditativa de Safed: Vital – Shaarei Kedusha (Portões da Santidade), Luria – método de Yichudim |
| Teologia mística do Maharal                                                      | Século XVI                                                | Cabala Medieval expressa na teologia filosófica não-cabalista: Judá Loew (Maharal) Praga |
| Cabalismo luriânico inicial e pós-medieval                                       | Século XV – metade do século XVIII                        | Lurianismo, o segundo dos dois sistemas de teosofia da Cabala, após a Cabala Medieval-Cordoveriana, incorporando um mito dinâmico do exílio e redenção em divindade ensinada por Isaac Luria, 1570–72, e outras tendências da Cabala pós-medieval: Discípulos compilam o pensamento luriânico Kitvei Ari: Hayyim Vital – Etz Hayim (Árvore da Vida) Israel Sarug propagação do lurianismo na Europa Exegese luriânica e métodos meditativos dominaram outras correntes da Cabala pós-medieval Mussar cabalístico popularizante e literatura homilética de c. 1550–c. 1750: Moisés Cordovero – Tomer Devorah (Palmeira de Débora) Eliyahu de Vidas – Reshit Chochmah (O Início da Sabedoria) Isaiah Horowitz (Shelah) – Shnei Luchot HaBrit (Tábuas da Aliança) Europa Central Estudos cabalísticos: Moshe Chaim Luzzatto (Ramchal) Disseminação pública italiana da Cabala do início do século XVIII Joseph Ergas Cabala Prática do Centro-Leste da Europa: Baal Shem |
| Movimentos sabatianos                                                            | 1665 – c. século XIX                                      | Heresia antinomiana mística-messiânica cabalística: Sabbatai Zevi pretendente messiânico Natã de Gaza profeta sabatiano Facções cripto-moderada e radical-antinomiana. Controvérsia Emden-Eybeschutz e excomunhões rabínicas dos sabatianos Sucessores sabatianos culminando em Jacob Frank-niilismo frankista do século XVIII tardio |
| Judaísmo hassídico inicial e formativo                                           | c. 1730 – c. 1850                                         | Movimento de reavivamento místico da Europa Oriental, popularizando e psicologizando a Cabala através do panenteísmo e do líder místico tsadic. Perigo messiânico neutralizado expresso no sabateanismo: Hassidismo inicial: Israel ben Eliezer (Baal Shem Tov, Besht) fundador do Hassidismo Dov Ber de Mezeritch (O Magid) sistematizador e arquiteto do Hassidismo Yaakov Yosef de Polonne Levi Yitzhak de Berditchev Principais escolas de pensamento chassídico (místicos após c. 1850 apresentados depois): Tzadikismo hassídico convencional: Elimelech de Lizhensk – Noam Elimelech (Amenidade de Elimelech) Yaakov Yitzchak of Lublin (O Chozeh) Hassidismo intelectual Chabad – Rússia: Shneur Zalman de Liadi – Tania (Likutei Amarim-Palavras Coletadas) teorista do hassidismo Aaron de Staroselye Breslav Hassidismo imaginativo – Ucrânia: Nachman de Breslau – Likutei Moharan (Ensinos Coletados) Natã de Breslau Hassidismo introspectivo de Peshischa-Kotzk – Polônia, ramos místicos de: Mordechai Yosef Leiner de Izbica – Mei Hashiloach (Águas de Shiloá), iluminação pessoal Narrativa hassídica: Shivchei HaBesht (Louvores do Besht) publicado em 1814 Sippurei Ma'asiyot (Histórias que foram contadas) 13 contos místicos de Nachman de Breslau, 1816 |
| Cabala Luriânica tradicional posterior                                           | Século XVIII – hoje                                       | Interpretações esotéricas tradicionalistas e prática da Cabala Luriânica do século XVIII até hoje, à parte das adaptações hassídicas: Brody Kloiz e círculos pré-hassídicos de Hassidim no Leste Europeu. Resposta do esoterismo introvertido à heresia sabatiana Cabala não-hassídica mitnágdica-lituana: Elijah ben Shlomo Zalman (Vilna Gaon, Gra) representante dos Mitnagdim, século XVIII Chaim de Volozhin – Nefesh HaChaim (Alma da Vida) teorista do mitnagdismo, fundador do movimento yeshivá Cabala Oriental Mizrahi-Sefardi: Shalom Sharabi século XVIII (do Iêmen) e esoterismo introvertido da Sinagoga Beit El (Jerusalém) em resposta ao sabatianismo. Explicação luriânica e círculo de meditação de elite Yosef Hayyim (Ben Ish Chai) Hakham de Bagdá do século XIX Abuhatzeira dinastia cabalista marroquina Cabala europeia asquenaze do século XX (à parte do pensamento hassídico): Shaar Hashamayim Yeshiva (Jerusalém) Yehuda Ashlag Israel, século XX – HaSulam (A Escada), Zohar luriânico |
| Judaísmo hassídico posterior                                                     | c. 1850 – hoje                                            | Sucessão dinástica e a sociedade modernizadora afastaram o hassidismo do revivalismo místico pré-1810, para a consolidação pós-1850 e o conservadorismo rabínico. O foco místico continuou em algumas escolas: Chabad-Lubavitch – comunicação do hassidismo intelectual Zadok HaKohen escola Izbica do século XIX tardio Aharon Roth pietismo de Jerusalém do início do século XX Kalonymus Kalman Shapira resposta ao Holocausto Menachem Mendel Schneerson (Lubavitch Rebbe) Divulgação hassídica e messianismo dos anos 90 Breslav revivalismo místico contemporâneo |
| Neochassidismo e neocabala                                                       | c. século XX – hoje                                       | Ensinamento espiritual adaptado de denominações judaicas não ortodoxas da teologia cabalística e hassídica às interpretações e pensamento modernista: Início do século XX: Neohassidismo existencial de Martin Buber Pós-Guerra e contemporâneo: Abraham Joshua Heschel Judaísmo agádico neotradicional Zalman Schachter-Shalomi Renovação Judaica Arthur Green teólogo e acadêmico Lawrence Kushner Neocabala reformada Influência sobre a filosofia judaica moderna e pós-moderna: Existencialismo judaico Filosofia judaica pós-moderna |
| Misticismo sionista                                                              | c. 1910 – hoje                                            | Ensinamentos e influência da mística poética de Rav Kook. Unidade da religião e secularismo, halacá and agadá, ativismo e quietismo: Abraham Isaac Kook Rabino chefe, Mandato da Palestina Atchalta De'Geulah Sionismo religioso |
| Estudo acadêmico do misticismo judaico                                           | c. 1920 – hoje                                            | O estudo histórico-crítico dos textos místicos judaicos começou no século XIX, mas a escola de Gershom Scholem, em meados do século XX, fundou a disciplina metodológica na academia, retornando o misticismo a uma posição central na historiografia judaica e nos departamentos de estudos judaicos. Exemplos selecionados de historiadores: Primeira geração: Gershom Scholem fundador da disciplina, Universidade Hebraica Alexander Altmann Iniciador americano Segunda geração: Moshe Idel Revisionismo da Universidade Hebraica Joseph Dan Cátedra Scholem da Universidade Hebraica |

## Folclore Judaico
O Folclore judaico é uma coleção de mitos, lendas e estórias do Judaismo como por exemplo Rabinos que realizaram milagres e até entraram no paraíso ainda vivos, como é o caso do rabino Akivá, e de seres criados para defender o povo judeu, como o Golem de Praga.